# Santalum lanceolatum
Santalum lanceolatum es un árbol de Australia de la familia Santalaceae. Se le conoce comúnmente como Quandong del desierto, Sándalo del norte, y en algunas áreas como Burdardu. 

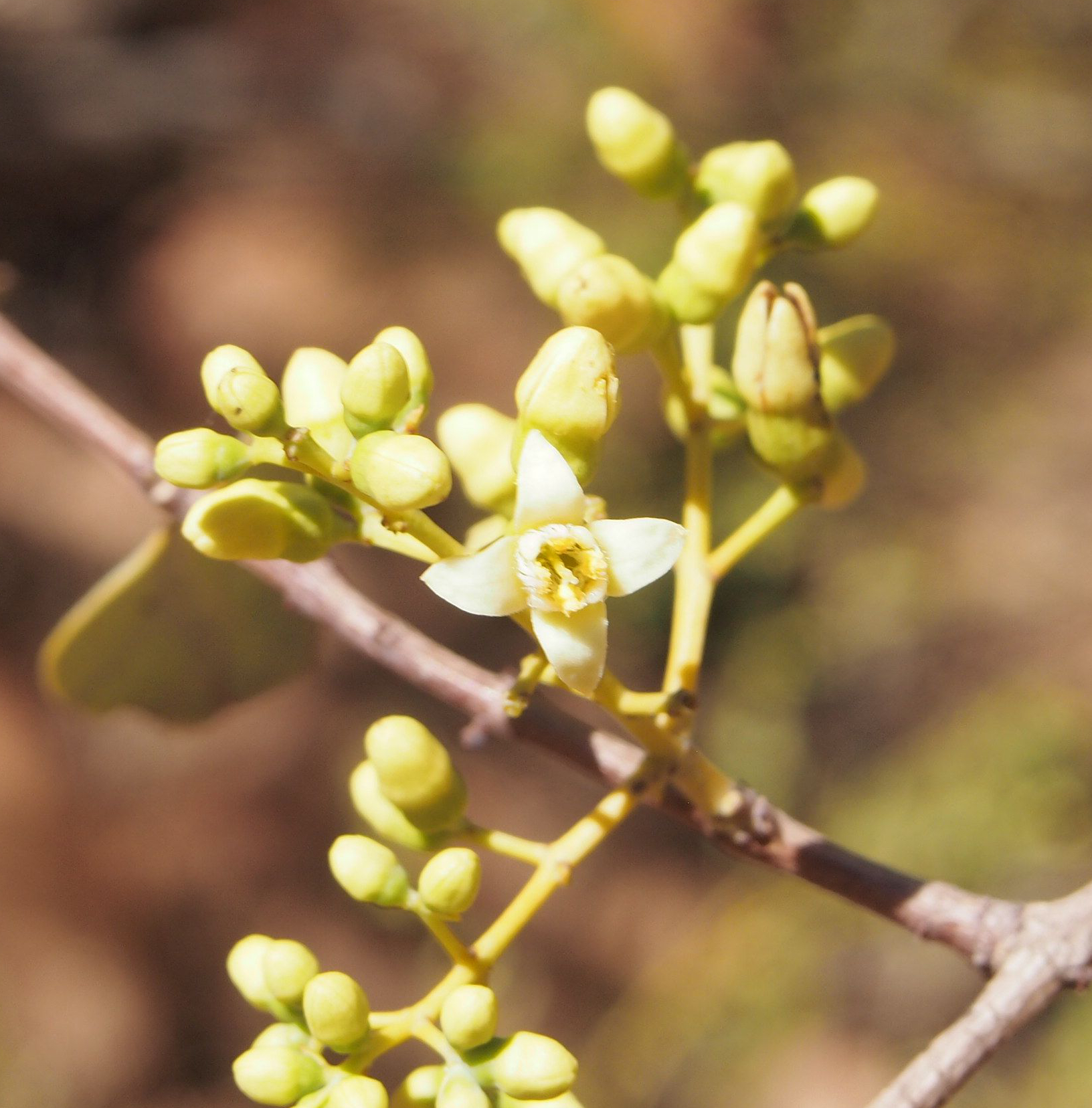
Flores

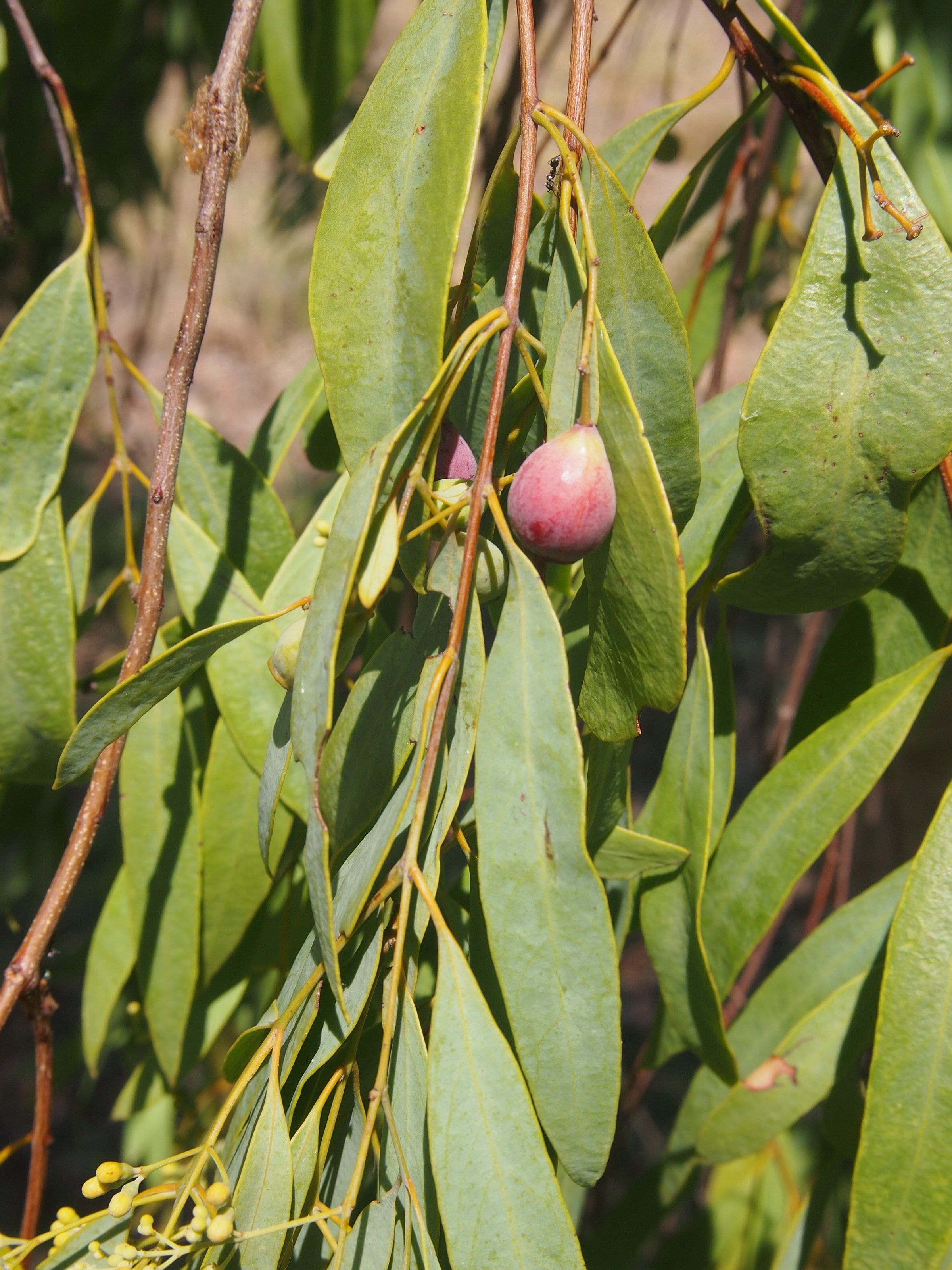
Frutos

## Descripción
La altura de esta planta es variable, alcanzando un tamaño de 1 a 7 metros. Las flores son verdes, blancas y cremas; apareciendo entre enero y octubre.

## Distribución y hábitat
El rango nativo de la planta se extiende desde el noroeste de Victoria, hacia el norte a través de Nueva Gales del Sur hacia el norte de  Queensland, hacia el oeste a través del Territorio del Norte y el noroeste de Australia Occidental. Es una planta que se encuentra primordialmente en las áreas semiáridas y áridas del interior sin embargo su distribución alcanza la costa en el centro de Queensland y el norte de Australia Occidental.

## Ecología
La familia Santalácea cae dentro del clado del muérdago, y S. lanceolatum exhibe la forma de vida del muérdago, existiendo como una hemiparásita la cual obtiene algo de su agua y requerimientos de nutrientes naturales de las raíces de otras plantas.

## Propiedades
La planta es usada por la gente del noroeste para propósitos medicinales.
La especie tiene su distribución en todo el centro de Australia, y se hace disperso o inusual en las regiones más hacia el sur.
Fue por primera vez descrita por Robert Brown en 1810.
Grandes poblaciones de Santalum lanceolatum se encuentran registradas en Gregory Gorge, la cual está localizada en el Río Fortescue. Como en los taxones relacionados, en el género Santalum, los productos de este árbol han sido utilizados en variedades de formas. Al procesar la nuez, el aceite de la semilla puede ser utilizado como tónico para el cabello. Las cualidades antibacteriales de sus raíces permiten su preparación en una pasta que es usada en crema como tópico. Las hojas son usadas para repeler insectos, al quemarlos.

## Taxonomía
Santalum lanceolatum fue descrita por Robert Brown y publicado en Prodr. Fl. Nov. Holl. 356 1810.